# Nachtweidesee (Bremen)
Der Nachtweidesee ist ein Baggersee im Bremer Stadtteil Burglesum, Ortsteil Burg-Grambke. Der See wird hauptsächlich zum Angeln benutzt.

## Lage
Der Nachtweidesee liegt westlich des Autobahndreiecks Bremen-Industriehäfen, am Anfang der A 281. An der Nordost-Seite des Sees verläuft die A 27.
Außerdem befindet sich in der Nähe des Sees das Schulzentrum an der Alwin-Lonke-Straße.